# SV VELO

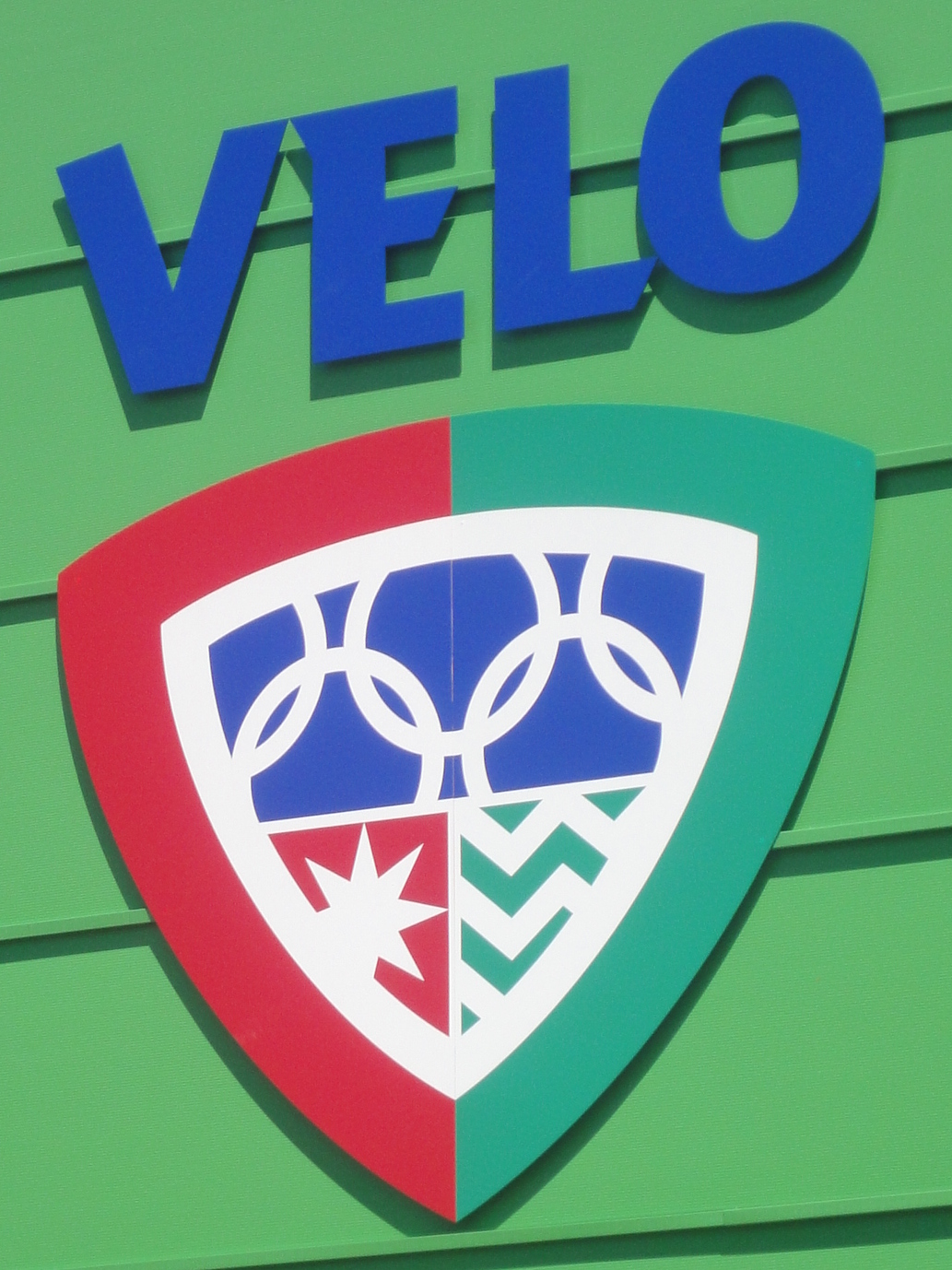
Logo van VELO

SV VELO (Sportvereniging Verdedig en Loop Op) is een omnisportvereniging uit Wateringen in het Westland aan de rand van Den Haag, opgericht op 14 juli 1930. Er wordt top- en breedtesport bedreven in verschillende sporten, door in totaal ongeveer 2600 leden. De vereniging kent afdelingen voor handbal, badminton, volleybal, voetbal, dammen, jeu de boules, toerfietsen, en judo/jiu-jitsu.

## Bekende VELO'ers
- Mia Audina - Ex-badmintonster Conservatrix/VELO
- Rachel van Cutsen - Badminton
- Jeroen van Dijk - Badminton
- Astrid van der Knaap - Badminton
- Rune Massing - Badminton
- Dicky Palyama - Badminton
- Robert Zwinkels - Voetbalkeeper ADO Den Haag
- Rinka Duyndam - Handbal
- Lance Duijvestijn - Voetballer Excelsior

## Sporten
- VELO (Voetbal), opgericht 1930
- VELO (Handbal), opgericht 1949
- VELO (Ryu Ha), opgericht 1960
- VELO (Badminton), opgericht 1966
- VELO (Volleybal), opgericht 1972
- Damclub VELO

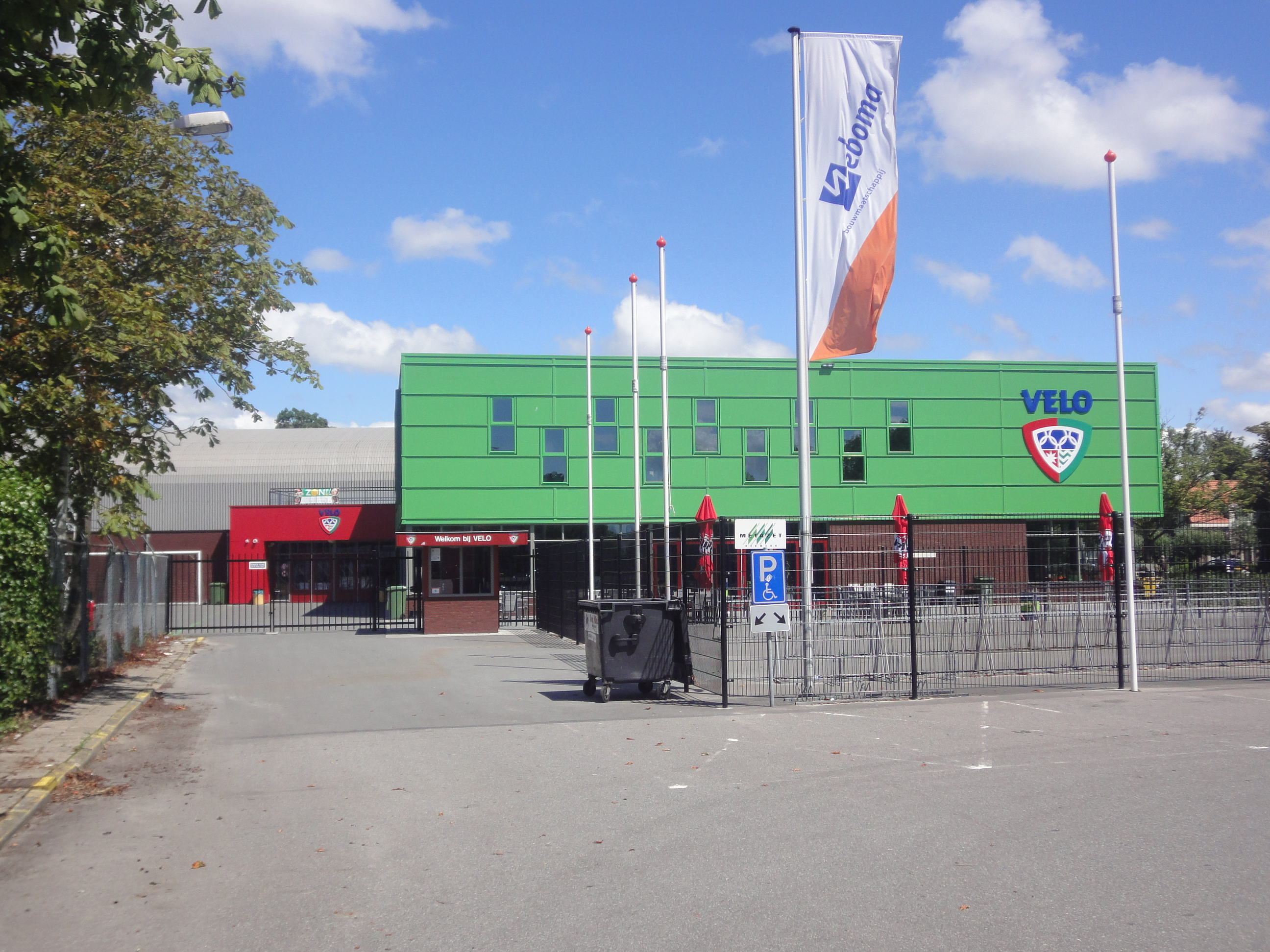
VELO clubgebouw

- Fiets Tour Club Westland (FTCW), opgericht 1974
- VELO Jeu-de-Boules, opgericht 1991

## Andere activiteiten
Het VELO-complex biedt ook ruimte voor activiteiten die niet aan sport gerelateerd zijn. Zo wordt het jaarlijkse Wateringse carnaval in de hal gehouden, is er het jaarlijkse discofeest en geeft sinds 1985 jaarlijks Golden Earring hier een concert.